# Retour Den Haag (televisieserie)
Retour Den Haag is een driedelige Nederlandse dramaserie uitgezonden van 23 mei tot 6 juni 1999. Geïnspireerd op het dagboek van politicus Ed van Thijn, de voormalige burgemeester van Amsterdam, presenteert de serie de IRT-affaire en de impact ervan op Van Thijns carrière, wat uiteindelijk leidde tot zijn ontslag als minister van Binnenlandse Zaken. 
Het drama verkent de conflicten tussen vriendschap, idealen en eigenbelang in de politiek en is gebaseerd op Van Thijns boek Retour Den Haag uit 1994. De film begint in de maand voordat Van Thijn het burgemeesterschap van Amsterdam opgaf om minister van Binnenlandse Zaken te worden na de dood van Ien Dales.

## Productie
De regie was in handen van Peter de Baan, met een scenario van Martin Bril en Rogier Proper. Hoewel het oorspronkelijke script van hun hand was, werd het later herschreven door Peter de Baan. De serie werd geproduceerd door Philip Bruning en Arry Voorsmit. Ondanks dat de serie is gebaseerd op het boek van Van Thijn, zijn er talrijke aanpassingen en toevoegingen gemaakt voor de televisieproductie.

## Rolverdeling
| Acteur                | Rol                  | Functie                                                    |
| --------------------- | -------------------- | ---------------------------------------------------------- |
| Huub Stapel           | Ed van Thijn         | Burgemeester van Amsterdam Minister van Binnenlandse Zaken |
| Tom Jansen            | Eric Nordholt        | Hoofdcommissaris van Amsterdam                             |
| Thom Hoffman          | Ernst Hirsch Ballin  | Minister van Justitie                                      |
| Carolien van den Berg | Odette van Thijn     | Echtgenote Van Thijn                                       |
| Peter Paul Muller     | Felix Rottenberg     | Spindoctor PVDA                                            |
| Rudolf Lucieer        | Wim Kok              | Vicepremier                                                |
| Jan Decleir           | Ruud Lubbers         | Minister-president                                         |
| Anne Wil Blankers     | Ien Dales            | Minister van Binnenlandse Zaken                            |
| Porgy Franssen        | Joop van Riessen     | Hoofdcommissaris van Amsterdam                             |
| Titus Muizelaar       | Hans Vrakking        | Hoofdofficier van Justitie Amsterdam                       |
| Wim van Rooij         | Ko Wierenga          | Burgemeester van Enschede Commissieleider                  |
| Martin Schwab         | Johan van Kastel     | IRT Leider                                                 |
| Huub van der Lubbe    | Klaas Langedoen      | IRT Inspecteur                                             |
| Freark Smink          | Joost van Vondel     | IRT Inspecteur                                             |
| Lieneke le Roux       | Noortje van Oostveen | Persvoorlichter Van Thijn                                  |